# Johan Hedman
Johan Hedman, född 2 juni 1982 i Örnsköldsvik, är en svensk ishockeyspelare som 2012/13 gjorde sin femte säsong i Mörrums GoIS IK.
Hedman är en spelskicklig och poängstark back som sedan 2000 huvudsakligen spelat i olika klubbar i Division 1, där han samlat på sig ett snitt över 1 poäng per match (112 poäng, varav 73 assists, på 110 matcher). Han har även haft produktiva vistelser som utlandsproffs, 2003/04-2004/05 i norska Comet Halden (som han hjälpte avancera till GET-ligaen) och 2007/08 i franska Nice (som han hjälpte avancera till franska division 1). Han var även med om att hjälpa Mörrums GoIS IK avancera till Division 1.
Hedman är äldre bror till landslagsbackarna Oscar och Victor Hedman, och var den som hade tröjnummer 41 först av de tre, men sedan har bröderna tagit efter i sina respektive elitserieklubbar.